# Hòa Sơn, Ninh Sơn
Hòa Sơn là một xã cũ thuộc huyện Ninh Sơn, tỉnh Ninh Thuận, Việt Nam. 
Ngày 16 tháng 6 năm 2025, Ủy ban Thường vụ Quốc hội ban hành Nghị quyết số 1667/NQ-UBTVQH15 về việc sắp xếp các đơn vị hành chính cấp xã của tỉnh Khánh Hòa năm 2025 (nghị quyết có hiệu lực từ ngày 1 tháng 7 năm 2025). Theo đó, hợp nhất xã và xã Ma Nới thành xã Anh Dũng.

## Địa lý
Xã Hòa Sơn nằm ở phía nam huyện Ninh Sơn, có vị trí địa lý:
- Phía đông giáp xã Mỹ Sơn
- Phía tây giáp tỉnh Lâm Đồng
- Phía nam giáp xã Ma Nới
- Phía bắc giáp xã Quảng Sơn.

Xã có diện tích 65,81 km², dân số năm 2019 là 3.756 người, mật độ dân số đạt 57 người/km².
Dự án đường liên vùng Tân Sơn (Ninh Thuận) - Tà Năng (Lâm Đồng) cũng đang được thi công trên địa bàn xã.

## Hành chính
Xã Hòa Sơn được chia thành 5 thôn: Tân Lập, Tân Bình, Tân Hòa, Tân Hiệp, Tân Định.